# Мутемуйя
Мутемуйя (егип. Mwt m wiAʔ «Мут в священной лодке») — вторая супруга фараона Тутмоса IV и мать Аменхотепа III из XVIII династии.

## Биография
Мутемуйя не упоминается в правление своего супруга, пребывая в тени других супруг фараона — Нефертари и Ярет. Изображение Мутемуйи появляется на памятнике её сына Аменхотепа III. Происхождение царицы туманно, а доказательств предположению, будто царица приходилась дочерью митаннийскому правителю Артатаме I, нет. Сирил Олдрид считал Мутемуйю сестрой Йуйи.
От разных жён Тутмос IV имел несколько детей. После смерти старшего сына Аменемхета фараон публично объявил наследником Аменхотепа. Когда отец-фараон умер, Мутемуйя стала регентшей при сыне-подростке. На фреске в Луксорском музее мать стоит за троном сына и держит его за плечи.
Наравне со своей невесткой Тией царица изображена на колоссах Мемнона рядом с Аменхотепом III.
Время и место упокоения Мутемуйи не известны. Она прожила ещё долго и скончалась в период правления сына.

## Титулы
Царица носила следующие титулы:
- Жена бога (Hm.t-nTr),
- Госпожа двух земель (nb.t-tAwy),
- Великая возлюбленная жена фараона (Hm.t-nsw-wr.t mry.t=f),
- Знатная дама, госпожа (r.t-pa.t),
- Восхваляемая (wr.t-Hsw.t),
- Возлюбленная (bnr.t-mrw.t),
- Госпожа Верхнего и Нижнего Египта (Hnw.t-rsy-mHw),
- Мать бога (mwt-nTr)

Многие титулы и почести царица получила с восшествием на трон сына.